# Adamowa Góra
Adamowa Góra [adaˈmɔva ˈɡura] est un village polonais de la gmina de Młodzieszyn dans le powiat de Sochaczew et dans la voïvodie de Mazovie.
Il se situe à environ 5 kilomètres au sud de Młodzieszyn, à 5 kilomètres au nord-ouest de Sochaczew et à 55 kilomètres à l'ouest de Varsovie.
Le village compte approximativement 150 habitants en 2005.